# Sindaci di Crema
Questo elenco riporta i responsabili dell'amministrazione civica del comune di Crema in provincia di Cremona.

## 1797-1799
Le fonti che trattano il periodo compreso tra il 1797 ed il 1799 riportano elenchi differenti.

### 1797-1799 secondo Solera

#### Repubblica di Crema (1797-1797)
La breve Repubblica di Crema durò dal 29 marzo al 9 luglio 1797.
| Nome e cognome | Carica                          | dal  | al   | Note              |
| -------------- | ------------------------------- | ---- | ---- | ----------------- |
| Nessuno        | Municipalità del popolo sovrano | 1797 | 1797 | [ 1 ] [ 2 ] [ 3 ] |

#### Prima Repubblica Cisalpina (1797-1799)
A causa di un saccheggio degli archivi comunali, avvenuto il 25 aprile 1799, le informazioni relative al periodo sarebbero parziali.
| Nome e cognome  | Carica                           | dal  | al   | Note                    |
| --------------- | -------------------------------- | ---- | ---- | ----------------------- |
| Nessuno         | Municipalità del popolo sovrano  | 1797 | 1797 | [ 4 ] [ 2 ]             |
| Avv. Oliva      | Commissario del potere esecutivo | 1797 | 1799 | [ 5 ] [ 2 ] [ 6 ] [ 7 ] |
| Cittadino Perla | Commissario del potere esecutivo | 1799 | 1799 | [ 8 ] [ 2 ]             |

### 1797-1799 secondo Perolini

#### Prima Repubblica Cisalpina (1797-1799)
| Nome e cognome     | Carica                                           | dal  | al   | Note                 |
| ------------------ | ------------------------------------------------ | ---- | ---- | -------------------- |
| Gio. Carlo Ferrè   | Presidente della municipalità del popolo sovrano | 1797 | 1797 | [ 9 ] [ 10 ] [ 11 ]  |
| Agostino Albergoni | Presidente della municipalità del popolo sovrano | 1797 | 1799 | [ 12 ] [ 13 ] [ 11 ] |

## Dominio austriaco (1799-1800)
Il 25 aprile 1799 gli austrorussi fecero cadere la Repubblica Cisalpina e insediarono una municipalità aristocratica. I francesi tornarono all'indomani della Battaglia di Marengo (14 giugno 1800).
| Nome e cognome           | Carica                     | dal  | al   | Note                              |
| ------------------------ | -------------------------- | ---- | ---- | --------------------------------- |
| Tre provveditori         | Municipalità aristocratica | 1799 | 1799 | [ 14 ] [ 2 ] [ 11 ] [ 15 ] [ 16 ] |
| Conte Manfredo Benvenuti | Prefetto e Regio delegato  | 1799 | 1800 | [ 17 ] [ 11 ] [ 18 ]              |

## 1800-1805
Le fonti che trattano il periodo compreso tra il 1800 ed il 1805 riportano informazioni sommarie o incomplete.

### Seconda Repubblica Cisalpina (1800-1802)
| Nome e cognome     | Carica                                    | dal  | al   | Note                       |
| ------------------ | ----------------------------------------- | ---- | ---- | -------------------------- |
| ?                  | Nessuno                                   | 1800 | 1800 | [ 19 ] [ 2 ]               |
| Cittadino Santini  | Commissario del potere esecutivo          | 1800 | 1800 | [ 2 ] [ 20 ] [ 21 ]        |
| Ing. Luigi Massari | Presidente della Municipalità democratica | 1800 | 1802 | [ 11 ] [ 2 ] [ 21 ] [ 22 ] |

### Repubblica Italiana (1802-1805)
| Nome e cognome           | Carica                            | dal  | al   | Note                 |
| ------------------------ | --------------------------------- | ---- | ---- | -------------------- |
| Conte Manfredo Benvenuti | Presidente del Consiglio comunale | 1802 | 1805 | [ 23 ] [ 24 ] [ 25 ] |

## Regno d'Italia (1805-1814)
| Nome e cognome           | Carica                            | dal  | al   | Note                |
| ------------------------ | --------------------------------- | ---- | ---- | ------------------- |
| Conte Manfredo Benvenuti | Presidente del Consiglio comunale | 1805 | 1811 | [ 26 ] [ 24 ]       |
| Conte Agostino Benvenuti | Podestà                           | 1811 | 1815 | [ 27 ] [ 2 ] [ 28 ] |

## Regno Lombardo-Veneto (1815-1860)
| Nome e cognome                       | Carica         | dal  | al   | Note          |
| ------------------------------------ | -------------- | ---- | ---- | ------------- |
| Conte Agostino Benvenuti             | Podestà        | 1815 | 1816 |               |
| Conte Paolo Premoli                  | Podestà        | 1816 | 1822 |               |
| Conte Girolamo Vimercati Sanseverino | Sindaco        | 1822 | 1829 |               |
| Nob. Giovan Battista Vailati         | Podestà        | 1829 | 1832 |               |
| Nob. Vincenzo Bettinzoli             | Podestà        | 1832 | 1836 |               |
| Dott. Camillo Schiavini              | Podestà        | 1836 | 1839 |               |
| Conte Livio Benvenuti                | Podestà        | 1839 | 1845 |               |
| Nob. Giacomo Guarini                 | Podestà        | 1845 | 1857 |               |
| -                                    | Carica vacante | 1857 | 1859 | [ 29 ] [ 30 ] |

Si sottolinea che dopo le Cinque giornate di Milano gli austriaci abbandonano Crema. Si forma un governo cittadino provvisorio composto da Fortunato Albergoni, Angelo Cabini, Orazio Fadini, Paolo Marazzi, Attilio Noli, Antonio Riboli e Luigi Tensini. Rimane in carica solo pochi giorni, dal 30 marzo al 14 aprile 1848.

## Regno di Sardegna (1860-1861)
| Nome e cognome            | Carica                       | dal  | al   | Note                 |
| ------------------------- | ---------------------------- | ---- | ---- | -------------------- |
| Dott. Luigi Viola         | Podestà facente funzioni     | 1859 | 1859 | [ 31 ] [ 32 ]        |
| Nob. Ing. Gerolamo Fadini | Podestà                      | 1859 | 1859 | [ 31 ] [ 33 ]        |
| Gaetano Caprara           | Regio Delegato straordinario | 1859 | 1859 | [ 29 ] [ 34 ]        |
| Nob. Galeazzo Modegnani   | Regio Delegato straordinario | 1859 | 1859 | [ 29 ] [ 31 ]        |
| Dott. Angelo Cabini       | Sindaco                      | 1860 | 1861 | [ 29 ] [ 35 ] [ 36 ] |

## Regno d'Italia (1861-1889)
Il sindaco veniva nominato con regio decreto e doveva essere scelto fra i consiglieri comunali.
| Nome e cognome             | Carica                       | dal  | al   | Note          |
| -------------------------- | ---------------------------- | ---- | ---- | ------------- |
| Dott. Angelo Cabini        | Sindaco                      | 1861 | 1863 |               |
| Avv. Pietro Donati         | Sindaco                      | 1863 | 1865 | [ 31 ] [ 37 ] |
| Avv. Cristoforo Bertinelli | Regio Delegato straordinario | 1865 | 1866 | [ 31 ] [ 38 ] |
| Cav. dott. Angelo Oltolini | Sindaco                      | 1866 | 1869 |               |
| Dott. Angelo Bianchessi    | Sindaco                      | 1869 | 1872 |               |
| Avv. Luigi Baletti         | Sindaco                      | 1872 | 1874 | [ 39 ]        |
| Cav. Avv. Vincenzo Freri   | Sindaco facente funzioni     | 1874 | 1878 |               |
| Cav. Avv. Vincenzo Freri   | Sindaco                      | 1878 | 1882 |               |
| Avv. Francesco Zambellini  | Sindaco                      | 1882 | 1884 | [ 40 ]        |
| Ing. Giovanni Parati       | Sindaco facente funzioni     | 1884 | 1889 | [ 31 ]        |

## Regno d'Italia (1889-1927)
Nel 1889 veniva introdotta l'elezione del sindaco da parte del consiglio comunale, scelto tra i suoi membri.
| Nome e cognome                            | Carica                   | dal  | al   | Note                        |
| ----------------------------------------- | ------------------------ | ---- | ---- | --------------------------- |
| Avv. Antonio Magri                        | Sindaco                  | 1889 | 1892 |                             |
| Avv. Francesco Zambellini                 | Sindaco                  | 1892 | 1895 |                             |
| Avv. Francesco Zambellini                 | Sindaco                  | 1895 | 1900 |                             |
| Avv. Agostino Zambellini                  | Sindaco                  | 1900 | 1902 |                             |
| Avv. Silvio Valdameri                     | Sindaco                  | 1902 | 1910 |                             |
| Nob. dott. comm. Sforza Terni de' Gregorj | Sindaco                  | 1910 | 1914 |                             |
| Avv. Augusto Meneghezzi                   | Sindaco                  | 1914 | 1916 | [ 41 ]                      |
| Ing. Tino Magnani                         | Sindaco facente funzioni | 1916 | 1920 | [ 31 ]                      |
| Cav. Vittorio Pucci delle Stelle          | Commissario prefettizio  | 1920 | 1920 | [ 42 ]                      |
| M° Francesco Boffelli                     | Sindaco                  | 1920 | 1922 | [ 43 ] [ 44 ] [ 31 ] [ 45 ] |
| Avv. Augusto Meneghezzi                   | Commissario prefettizio  | 1922 | 1922 | [ 46 ]                      |
| Conte Avv. Alberto Premoli                | Sindaco                  | 1922 | 1927 | [ 47 ]                      |

## Regno d'Italia (1927-1943)
La legge n. 237 del 4 febbraio 1926 reintroduceva la carica del podestà scelto per regio decreto dal governo fascista. L'anno successivo, tutti gli organi comunali vennero soppressi e fu affidato l'incarico al primo podestà, affiancato da un vicepodestà, nominato dal Ministero dell'Interno e da una consulta municipale di nomina prefettizia.
| Nome e cognome             | Carica                  | dal  | al   | Note   |
| -------------------------- | ----------------------- | ---- | ---- | ------ |
| Cav. Cirillo Quilleri      | Podestà                 | 1927 | 1931 | [ 48 ] |
| Gen. Cesare Armellini      | Commissario prefettizio | 1931 | 1932 | [ 31 ] |
| Comm. Attilio Acerbi       | Podestà                 | 1932 | 1934 | [ 49 ] |
| Ing. conte Antonio Premoli | Commissario prefettizio | 1934 | 1934 | [ 50 ] |
| Ing. conte Antonio Premoli | Podestà                 | 1934 | 1942 | [ 51 ] |
| Avv. Enrico Mansueto       | Podestà                 | 1942 | 1943 | [ 52 ] |
| Dott. Leonardo Spatazza    | Commissario prefettizio | 1943 | 1943 | [ 53 ] |
| Conte Ferdinando Lalli     | Commissario prefettizio | 1943 | 1943 | [ 54 ] |

## Repubblica Sociale Italiana (1943-1945)
Durante la Repubblica Sociale Italiana il prefetto affidava l'amministrazione dei comuni ad un commissario e ad una giunta comunale.
| Nome e cognome       | Carica                  | dal  | al   | Note   |
| -------------------- | ----------------------- | ---- | ---- | ------ |
| Avv. Enrico Mansueto | Podestà                 | 1943 | 1943 | [ 55 ] |
| Avv. Giovanni Agnesi | Commissario prefettizio | 1943 | 1945 | [ 56 ] |

## Regno d'Italia (1945-1946)
Il 26 aprile 1945 il Comitato di Liberazione Nazionale designava il sindaco per un primo governo provvisorio dopo la Liberazione. La giunta fu riconosciuta per decreto prefettizio datato 1º ottobre 1945
| Nome e cognome        | Carica  | dal  | al   | Partito o Coalizione        | Note   |
| --------------------- | ------- | ---- | ---- | --------------------------- | ------ |
| M° Francesco Boffelli | Sindaco | 1945 | 1946 | Partito Socialista Italiano | [ 57 ] |

## Repubblica Italiana (1946-1993)
Il sindaco veniva eletto dal consiglio comunale, scelto tra i suoi membri.
| Nome e cognome       | Carica                  | dal  | al   | Partito o Coalizione | Note   |
| -------------------- | ----------------------- | ---- | ---- | --- | ------ |
| Carlo Rossignoli     | Sindaco                 | 1946 | 1947 | Partito Socialista Italiano - Partito Comunista Italiano - Partito Liberale Italiano - Partito Repubblicano Italiano    | [ 59 ] |
| Clemente Sinigaglia  | Sindaco                 | 1947 | 1951 | Partito Comunista Italiano - Partito Socialista Italiano - Partito Liberale Italiano - Partito Repubblicano Italiano    |        |
| Virgilio Pagliari    | Sindaco                 | 1951 | 1956 | Democrazia Cristiana - Partito Socialdemocratico Italiano - Indipendenti                                                |        |
| Giacomo Cabrini      | Sindaco                 | 1956 | 1960 | Democrazia Cristiana |        |
| Giacomo Cabrini      | Sindaco                 | 1960 | 1963 | Democrazia Cristiana | [ 59 ] |
| Archimede Cattaneo   | Sindaco                 | 1963 | 1964 | Democrazia Cristiana |        |
| Archimede Cattaneo   | Sindaco                 | 1964 | 1970 | Democrazia Cristiana |        |
| Archimede Cattaneo   | Sindaco                 | 1970 | 1975 | Democrazia Cristiana - Partito Socialista Italiano - Partito Repubblicano Italiano - Partito Socialdemocratico Italiano |        |
| Mario Fasoli         | Sindaco                 | 1975 | 1975 | Democrazia Cristiana | [ 60 ] |
| Maurizio Noci        | Sindaco                 | 1975 | 1979 | Partito Socialista Italiano - Partito Comunista Italiano - Partito Repubblicano Italiano                                | [ 61 ] |
| Ferruccio Bianchessi | Sindaco                 | 1979 | 1980 | Partito Socialista Italiano - Partito Comunista Italiano - Partito Repubblicano Italiano                                |        |
| Ferruccio Bianchessi | Sindaco                 | 1980 | 1985 | Partito Socialista Italiano - Democrazia Cristiana - Partito Socialdemocratico Italiano - Partito Repubblicano Italiano |        |
| Luciano Geroldi      | Sindaco                 | 1985 | 1986 | Democrazia Cristiana - Partito Socialista Italiano - Partito Repubblicano Italiano - Partito Liberale Italiano          | [ 59 ] |
| Augusto Galli        | Sindaco                 | 1986 | 1990 | Democrazia Cristiana - Partito Socialista Italiano - Partito Repubblicano Italiano - Partito Liberale Italiano          |        |
| Walter Donzelli      | Sindaco                 | 1990 | 1993 | Democrazia Cristiana - Partito Socialista Italiano - Partito Pensionati                                                 | [ 62 ] |
| Giuseppe Oneri       | Commissario prefettizio | 1993 | 1993 | - | [ 63 ] |

## Repubblica Italiana (dal 1993)
La legge n. 81 del 25 marzo 1993 introdusse l'elezione diretta del sindaco.
| Nome           | Nome              | Mandato          | Mandato          | Partito                                                    | Coalizione          | Coalizione                        | Elezione |
| Nome           | Nome              | Inizio           | Fine             | Partito                                                    | Coalizione          | Coalizione                        | Elezione |
| -------------- | ----------------- | ---------------- | ---------------- | ---------------------------------------------------------- | ------------------- | --------------------------------- | -------- |
|                | Cesare Giovinetti | 6 dicembre 1993  | 17 novembre 1997 | Lega Nord                                                  |                     | Lega Nord                         | 1993     |
|                | Claudio Ceravolo  | 17 novembre 1997 | 28 maggio 2002   | Partito Democratico della Sinistra Democratici di Sinistra |                     | L'Ulivo (PDS-PPI-PRC-SI-FdV)      | 1997     |
| 28 maggio 2002 | Claudio Ceravolo  | 28 maggio 2007   |                  | Partito Democratico della Sinistra Democratici di Sinistra | L'Ulivo (DS-DL-PRC) | 2002                              |          |
|                | Bruno Bruttomesso | 28 maggio 2007   | 7 maggio 2012    | Forza Italia                                               |                     | Casa delle Libertà (FI-AN-LN-UdC) | 2007     |
|                | Stefania Bonaldi  | 7 maggio 2012    | 26 giugno 2017   | Partito Democratico                                        |                     | PD-FdS-SEL-IdV-Civiche            | 2012     |
| 26 giugno 2017 | Stefania Bonaldi  | 28 giugno 2022   |                  | Partito Democratico                                        | PD-Civiche          | 2017                              |          |
|                | Fabio Bergamaschi | 28 giugno 2022   | in carica        | Partito Democratico                                        |                     | PD-Civiche                        | 2022     |